# 七公增八
北冕座μ，又名BD+39 2889，HD 139153、SAO 64790、HR 5800，是北冕座的一颗恒星，视星等为5.11，位于銀經62.81，銀緯54.03，其B1900.0坐标为赤經15h 31m 34.7s，赤緯+39° 54.03′ 32″。